# Jimmy White
James (Jimmy) Warren White (Tooting, 2 mei 1962) is een Engels professioneel snookerspeler. Hij is een van de populairste snookerspelers door zijn stoere, maar vriendelijke imago enerzijds en zijn gedurfde en snelle manier van spelen anderzijds, zoals ook Ronnie O'Sullivan dat heeft. White dankt zijn bijnaam 'The Whirlwind' niet alleen aan zijn snelle spel maar ook aan zijn manier van lopen rond de tafel waarbij hij vaak om zijn eigen as draait. White, geboren als James Warren White, groeide op in Londen. Hij werd professioneel speler in 1980, op 18-jarige leeftijd. 
Hij heeft tien officiële toernooien gewonnen, waaronder de British Open en de UK Championship. Toch is hij er nooit in geslaagd het wereldkampioenschap te winnen, hoewel hij zes keer de finale haalde. Hij verloor de finale in 1984 van Steve Davis, de finales van 1990, 1992, 1993 en 1994 van Stephen Hendry en de finale in 1991 van John Parrott. White wordt dan ook weleens beschreven als 'de beste speler die het wereldkampioenschap nooit heeft gewonnen'. In 2004 won hij, op 41-jarige leeftijd, voor het eerst sinds twaalf jaar een rankingtoernooi.
White heeft een reputatie van fair play en sportiviteit. Hij heeft bijvoorbeeld verschillende keren een fout aangegeven die de scheidsrechter niet had opgemerkt. Anderzijds heeft hij op privé-gebied minder vrolijke periodes gehad. Zo moest hij een teelbal laten verwijderen ten gevolge van teelbalkanker, maar hij is wel volledig hersteld. Ook heeft White een tijd van cocaïneverslaving gehad. Naar eigen zeggen is hij daardoor nooit wereldkampioen geworden. Op latere leeftijd werd White wel vier keer wereldkampioen bij de senioren. 